# Scottish National League 2015/16
Die Saison 2015/16 war die Austragung der höchsten schottischen Eishockeyliga, der Scottish National League. Die Ligadurchführung erfolgt durch die Scottish Ice Hockey, den schottischen Verband unter dem Dach des britischen Eishockeyverbandes Ice Hockey UK.

## Modus
Zunächst spielten alle Mannschaften eine einfache Runde mit Hin- und Rückspiel. Die besten Acht erreichten die Play-offs.

## Teilnehmer
| Mannschaft             | Stadt      | Vorjahresplatzierung   | Heimarena             | Kapazität |
| ---------------------- | ---------- | ---------------------- | --------------------- | --------- |
| Kirkcaldy Kestrels     | Kirkcaldy  | Meister                | Fife Ice Arena        | 3.280     |
| Edinburgh Capitals SNL | Edinburgh  | Vizemeister            | Murrayfield Ice Rink  | 3.800     |
| Dundee Comets          | Dundee     | Halbfinalist           | Dundee Ice Arena      | 2.300     |
| Paisley Pirates        | Paisley    | Halbfinalist           | Braehead Arena        | 4.000     |
| Aberdeen Lynx          | Aberdeen   | Viertelfinalist        | Linx Ice Arena        | 1.100     |
| Dundee Tigers          | Dundee     | Viertelfinalist        | Dundee Ice Arena      | 2.300     |
| Moray Typhoons         | Elgin      | Viertelfinalist        | Moray Leisure Centre  |           |
| Solway Sharks          | Dumfries   | Viertelfinalist        | Dumfries Ice Bowl     | 1.000     |
| North Ayrshire Wild    | Stevenston | 9. Platz (Hauptrunde)  | Auchenharvie Ice Rink |           |
| Kilmarnock Storm       | Kilmarnock | 10. Platz (Hauptrunde) | Galleon Centre        |           |

## Hauptrunde
| Platz | Mannschaft               | Spiele | S  | U | N  | Tore   | Punkte |
| ----- | ------------------------ | ------ | -- | - | -- | ------ | ------ |
| 1.    | Kirkcaldy Kestrels       | 18     | 14 | 1 | 3  | 126:53 | 29     |
| 2.    | Paisley Pirates          | 18     | 13 | 1 | 4  | 111:53 | 27     |
| 3.    | Edinburgh Capitals (SNL) | 18     | 10 | 3 | 5  | 101:66 | 23     |
| 4.    | North Ayrshire Wild      | 18     | 11 | 0 | 7  | 99:90  | 22     |
| 5.    | Dundee Comets            | 18     | 9  | 1 | 8  | 70:56  | 19     |
| 6.    | Aberdeen Lynx            | 18     | 8  | 1 | 8  | 86:60  | 19     |
| 7.    | Dundee Tigers            | 18     | 6  | 2 | 10 | 77:72  | 14     |
| 8.    | Moray Typhoons           | 18     | 7  | 0 | 11 | 70:84  | 14     |
| 9.    | Solway Sharks            | 18     | 5  | 1 | 12 | 59:111 | 11     |
| 10.   | Kilmarnock Storm         | 18     | 1  | 0 | 17 | 31:185 | 2      |

## Weblink
- Scottish National League 2015/16 auf stats.malcolmpreen.co.uk